# Фариш
Фа̀риш (на македонска литературна норма: Фариш) е село в Северна Македония, в община Кавадарци.

## География
Фариш е разположено в историко-географската област Раец, на левия бряг на Селската река. Има изобилие от водни ресурси - Селище, Лилянина круша, Мицово и Янково кладенче. Селото има четири махали - Горна, Кръстевска, Долна и Ракатска.

## История

### В Османската империя
Селото е основано в XIX век, когато жителите на Вариш Дервен се изселват под албанския натиск. В XIX век Фариш е чисто българско село в Тиквешка каза на Османската империя. В статистиката на Васил Кънчов („Македония. Етнография и статистика“) от 1900 г. селото е записано като Фаришъ с 500 жители, всички българи християни. Населението се занимава със земеделие и скотовъдство. Над нивите и лозята над селото са пасищата Койов рид, Прогон, Фалашково, Стража, Цървен камен, Смрадело, Дъброво дърво и други.
Цялото население на селото е под върховенството на Българската екзархия. По данни на секретаря на екзархията Димитър Мишев („La Macédoine et sa Population Chrétienne“) в 1905 година във Вариш (Variche) има 416 българи екзархисти.
В двора на църквата „Света Богородица“ във Фариш е погребан изтъкнатият български революционер Пере Тошев, убит на 4 май 1912 г. в Дреновската клисура на път от село Градско за Прилеп.
При избухването на Балканската война в 1912 година един човек от Фариш е доброволец в Македоно-одринското опълчение.

### В Сърбия, Югославия и Северна Македония
След Междусъюзническата война в 1913 година селото попада в Сърбия. През 70-те и 80-те години населението на Фариш мигрира в по-големите градове, предимно в Кавадарци и Прилеп, които предлагат по-добри условия за живот.

## Личности
Родени във Фариш
- Димо Недев, български революционер от ВМОРО, четник на Димитър Ничев[6] и на Петър Ацев[7]
- Христо Стефанов (1891 – ?), македоно-одрински опълченец, 4 рота на 9 велешка дружина[8]